# Before I Fall
Before I Fall (titulada en España e Hispanoamérica como Si no despierto) es una película estadounidense de drama dirigida por Ry Russo-Young y escrita por Maria Maggenti, basada en la novela homónima de Lauren Oliver. La protagonizan Zoey Deutch, Halston Sage, Logan Miller, Kian Lawley, Jennifer Beals y Elena Kampouris.
La fotografía principal se llevó a cabo en Squamish y Vancouver del 16 de noviembre al 19 de diciembre de 2015.
La cinta tuvo su estreno mundial en el Festival de Cine de Sundance el 21 de enero de 2017. Fue estrenada en cines el 3 de marzo de 2017 por Open Road Films. La película recibió reseñas mixtas, en Rotten Tomatoes posee una aprobación de 63 %, mientras que en IMDb tiene una calificación de 6,4/10.

## Sinopsis
La historia se centra en Samantha Kingston (Zoey Deutch), una chica popular de la escuela junto a sus tres amigas: Lindsay (Halston Sage), Allison (Cynthy Wu) y Elody (Medalio Rahimi). Ellas esperan el día de San Valentin, para saber qué tan populares son y acuden a una fiesta, organizada por su compañero Kent (Logan Miller), quien siente algo por Sam. Por otro lado, Sam planea perder su virginidad con su novio Rob (Kian Lawley). En la fiesta, las cuatro amigas se divierten, pero de pronto aparece su compañera, Juliet (Elena Kampouris), una marginada que sufre burlas por parte de Lindsay y sus amigas. Terminan humillándola en frente de todos los demás que están en la fiesta, haciendo que esta huya humillada. Después de lo sucedido Sam y sus amigas deciden irse de la fiesta, y en el camino de regreso, las cuatro sufren un terrible accidente. A la mañana siguiente Sam despierta nuevamente en su habitación y cuando mira en su teléfono el mensaje de Lindsay, ve que es el día de San Valentin. Sam se da cuenta de que esta atrapada en el mismo día en el que ocurre el accidente.

## Reparto

### Principales
- Zoey Deutch como Samantha Kingston.[3]
- Halston Sage como Lindsay Edgecomb.[4]
- Cynthy Wu como Allison Harris.
- Medalion Rahimi como Elody.
- Elena Kampouris como Juliet Sykes.[4]
- Liv Hewson como Anna Cartullo.[5]
- Genevieve Hannelius como Angel.
- Claire Corlett como Devil Cupid.
- Roan Curtis como Marian Sykes.[6]
- Logan Miller como Kent McFuller.[4]

### Secundarios
- Kian Lawley como Rob Cokran.[4]
- Jennifer Beals como la madre de Samantha.[7]
- Diego Boneta como Mr. Daimler[4]
- Erica Tremblay como Izzy Kingston.
- Nicholas Lea como Dan Kingston.

## Producción

### Rodaje
La fotografía principal del film comenzó el 16 de noviembre de 2015 en Squamish (Columbia Británica) siendo el lugar de filmación la Universidad de Quest. La filmación también tuvo lugar en Vancouver y sus alrededores. El rodaje finalizó el 19 de diciembre de 2015.

## Estreno
En mayo de 2016 Open Road Films adquirió los derechos de distribución de la película en los Estados Unidos. La cinta originalmente se estrenaría el 7 de abril de 2017, pero fue movida al 3 de marzo.